# Jindřich Dvořák (fotbalista)
Jindřich Dvořák (* 11. září 1953) je bývalý český fotbalista.

## Fotbalová kariéra
Žďárský odchovanec hrál v československé lize za Sigmu Olomouc. Nastoupil v 11 ligových utkáních. Ve druhé nejvyšší soutěži hrál za Železárny Prostějov.

## Ligová bilance
| Ročník                                   | Zápasy | Góly | Klub          |
| ---------------------------------------- | ------ | ---- | ------------- |
| 1. československá fotbalová liga 1982/83 | 11     | 0    | Sigma Olomouc |
| CELKEM                                   | 11     | 0    |               |